# Enrique Ballestrero
Enrique Pedro Ballestrero Griffo (18 tháng 1 năm 1905 — 11 tháng 10 năm 1969) là một cầu thủ bóng đá người Uruguay từng thi đấu ở vị trí thủ môn. 
Ông đã đóng góp cho Uruguay vô địch FIFA World Cup 1930. Ông đã ra sân cả 4 trận của Uruguay tại giải, trong đó có cả trận chung kết

## Danh hiệu

### Quốc tế
- Giải vô địch bóng đá thế giới: 1930
- Giải vô địch Nam Mỹ : 1935

### Cá nhân
- Đội hình tiêu biểu FIFA World Cup 1930